# جامعة بريزيدنسي
جامعة بريزيدنسي في كولكاتا المعروفة سابقًا باسم كلية هندو بريزيدنسي، هي جامعة حكومية عامة تقع في شارع كوليدج، كولكاتا. تأسَّست عام 1817، وربما تكون أقدم مؤسسة في الهند ليس لها صلة دينية. تم الارتقاء بالمؤسسة إلى مرتبة الجامعة في عام 2010 بعد أن عملت كأفضل كلية مكونة لجامعة كلكتا لنحو 193 عامًا. احتفلت الجامعة بالذكرى المئوية الثانية في عام 2017.
في دورتها الأولى كجامعة، حصلت الرئاسة على درجة بتقدير 3.04/4.00 من المجلس الوطني للتقييم والاعتماد. تم الاعتراف بالرئاسة باعتبارها «معهد السمعة الوطنية» من قبل هيئة المنح الجامعيَة. ظهرت في القائمة الافتتاحية لأفضل 50 مؤسسة لتصنيفات إطار الترتيب المؤسسي الوطني في الهند في عام 2016. ومع ذلك، فإن تصنيفات إطار الترتيب المؤسسي الوطني في الهند في عامي 2017 و2018 استبعدت جامعات مثل جامعة بريزيدنسي التي كانت تدرس العلوم والعلوم الإنسانية فقط ولكن ليس الهندسة والتجارة والزراعة وما إلى ذلك.

## التاريخ

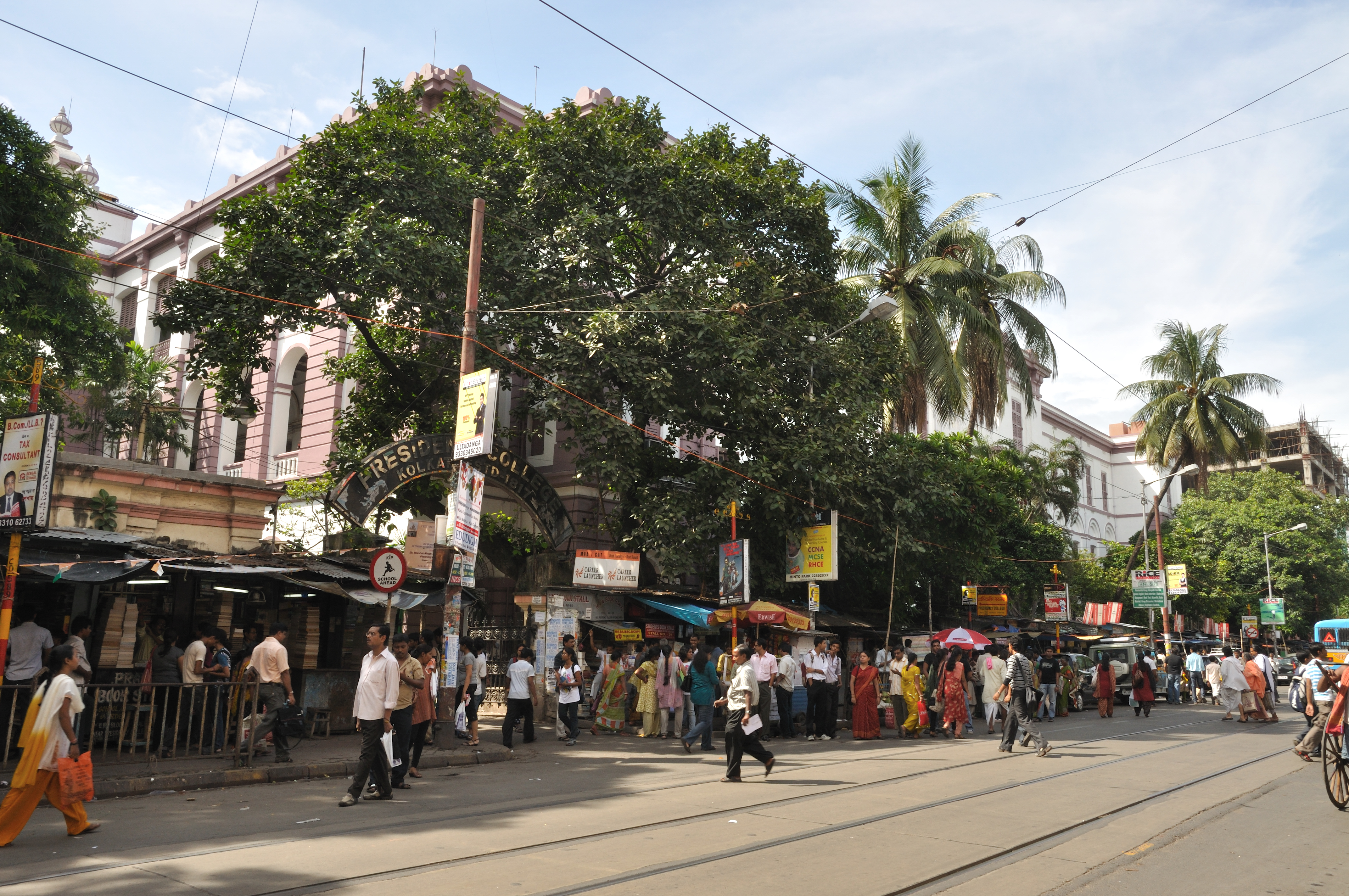
المدخل الرئيسي للجامعة بشارع الكلية

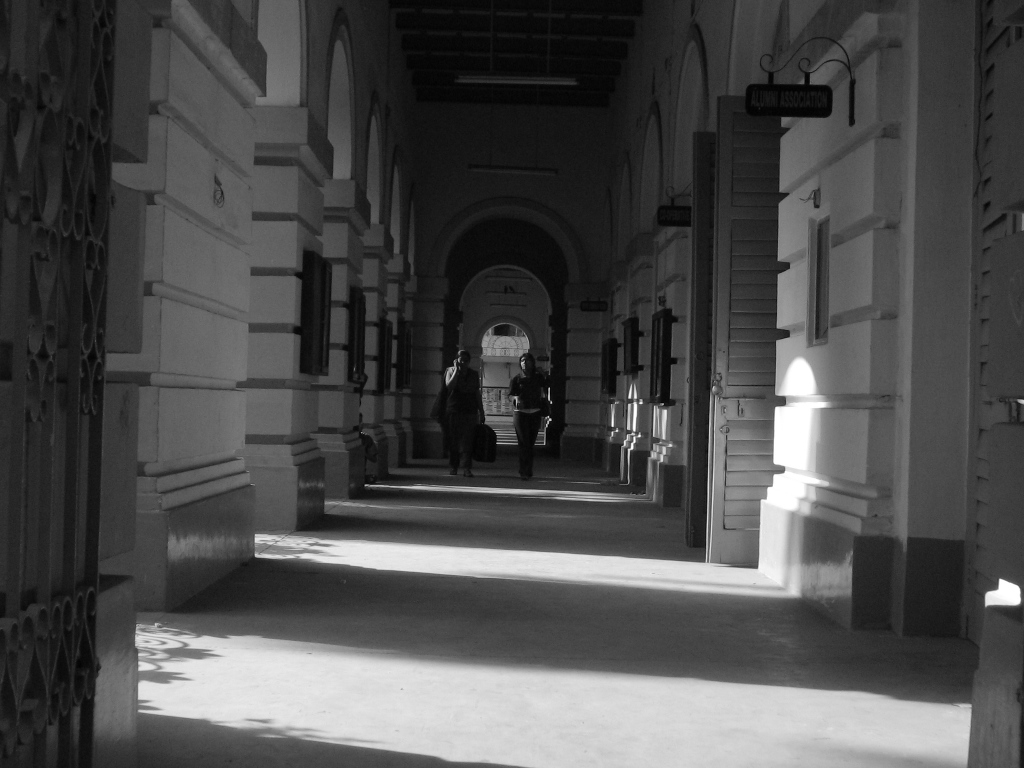
ممر المبنى الرئيسي

مع إنشاء المحكمة العليا في كلكتا في عام 1773، أظهر العديد من هندوس البنغال اهتمامًا شديدًا بتعلم اللغة الإنجليزية. قام دايفد هاري، بالتعاون مع راجا رادهاكانتا ديب، باتخاذ خطوات لإدخال تعليم اللغة الإنجليزية في البنغال. قدم بابو بوديناث موخيرجي إدخال اللغة الإنجليزية كوسيلة تعليمية أخرى من خلال حشد دعم السير إدوارد هايد إيست، رئيس المحكمة العليا في فورت ويليام، الذي دعا إلى اجتماع «السادة الأوروبيين والهندوس» في منزله في مايو. 1816. كان الغرض من الاجتماع هو «مناقشة اقتراح إنشاء مؤسسة لتوفير التعليم الحر لأطفال أعضاء المجتمع الهندوسي». تم استلام الاقتراح باستحسان بالإجماع وتبرع بأكثر من 100000 روبية لتأسيس الكلية الجديدة. أظهر رجا رام موهان روي دعمه الكامل للمخطط، لكنه اختار عدم الخروج لدعم الاقتراح علنًا خوفًا من «تحيزات مواطنيه الأرثوذكس، وبالتالي إفساد الفكرة بأكملها».
تم افتتاح الكلية رسميًا يوم الاثنين الموافق 20 يناير 1817 بحضور 20 «باحثًا». ترأس رجا رام موهان روي اللجنة التأسيسية للكلية التي أشرفت على إنشائها. تم تكليف إدارة المؤسسة بهيئة مكونة من اثنين من المحافظين وأربعة مديرين. كان أول حكام الكلية مهراجا تيجشاندرا بهادور من بوردوان وجوبي موهان ثكور. كان المخرجون الأوائل جوبي موهون ديب من سوبهابازار، وجويكيسن سينها، ورادها مادهب بانيرجي، وغوانغاناريين دوس. بوديناث موخيرجي تم تعيينه كأول سكرتير للكلية. استقبلت الكلية المنشأة حديثًا طلابًا هندوسًا من عائلات ثرية وتقدمية، ولكنها قبلت أيضًا طلابًا غير هندوس مثل المسلمين واليهود والمسيحيين والبوذيين.
في البداية، عقدت الفصول الدراسية في منزل مملوك لـ جوراتشاند بايساك من جرانهاتا (أعيدت تسميته لاحقًا 304، طريق شيتبور)، والذي استأجرته الكلية. في يناير 1818، انتقلت الكلية إلى «منزل فيرينجي كمال بوس» الذي كان يقع في مكان قريب في تشيتبور. من شيتبور، انتقلت الكلية إلى بوبوازار ولاحقًا إلى المبنى الذي يضم الآن كلية سانسكريت في كوليج ستريت.

## التحول إلى جامعة

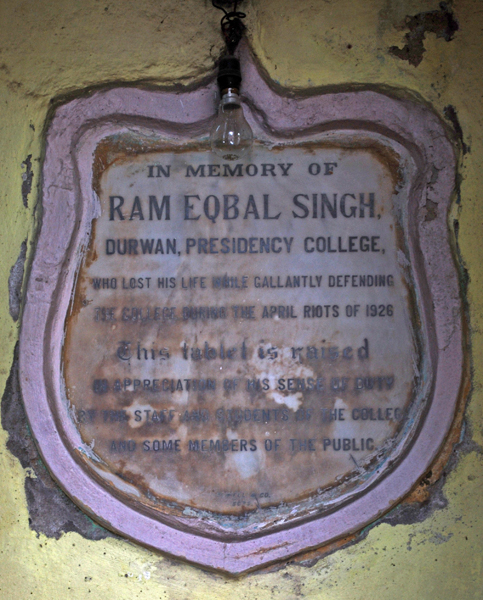
اللوحة التذكارية لرام إقبال سينغ

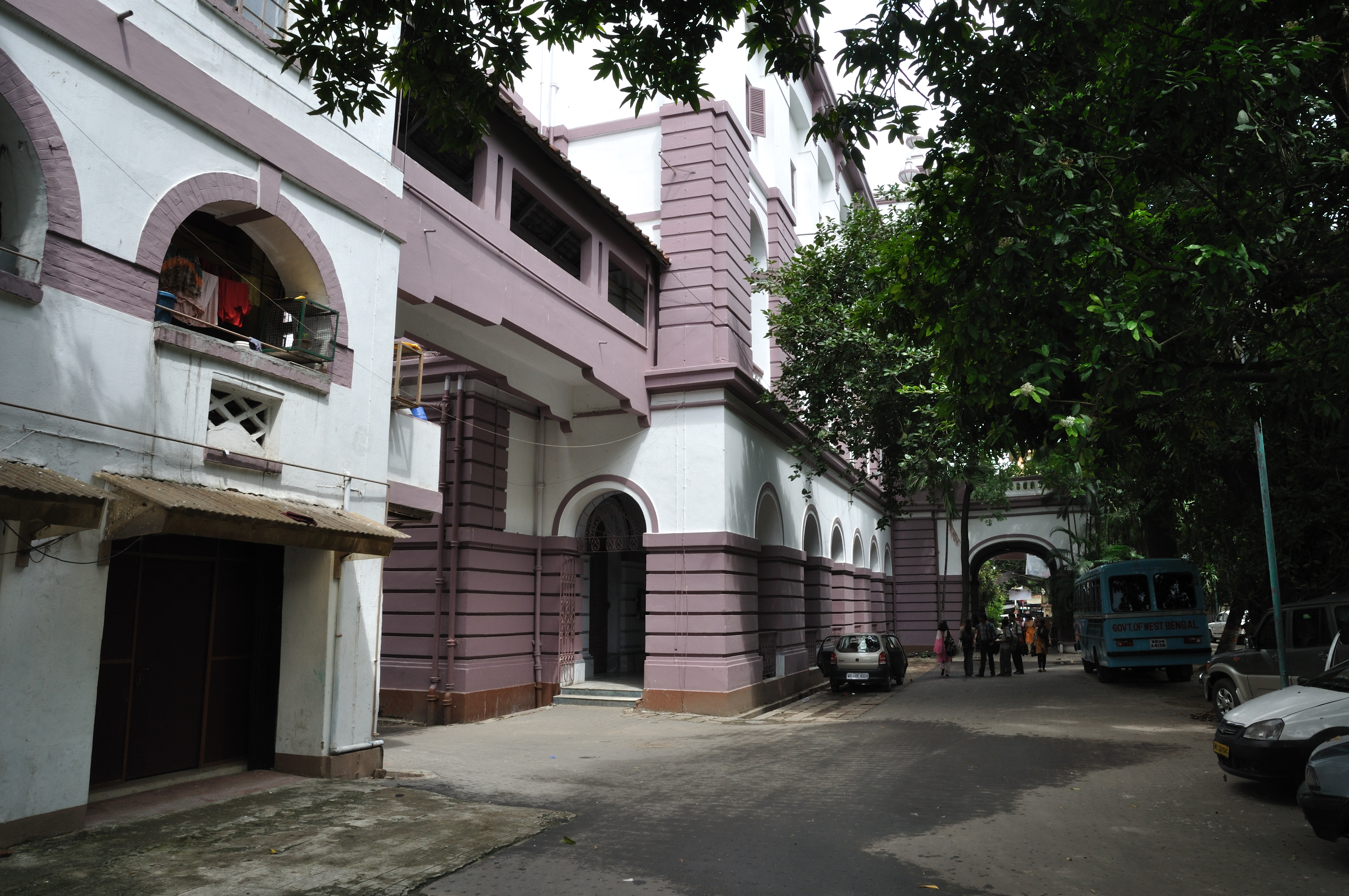
جزء من الجامعة

في عام 1972، أصدر أعضاء هيئة التدريس بالكلية مقالاً غير موقع يطالب بمنح الكلية مكانة جامعية كاملة. لا يخفى على أحد أن كاتب المقال هو ديباك بانيرجي، أستاذ الاقتصاد الأسطوري في الكلية. أظهرت حكومة الولاية، التي كانت آنذاك تحت رئاسة سيدهارتا شانكار راي، رغبتها في الاستماع إلى مطالب أعضاء هيئة التدريس، ولكن كان لا يزال من السابق لأوانه منح استقلالية كاملة للكلية. في عام 2007، عينت حكومة الولاية، برئاسة رئيس الوزراء لبودادب بهاتاشاريا ووزيرة التعليم العالي في سودارشان ريشاودري، لجنة من سبعة أعضاء، برئاسة تشيتاتوش موكرجي. وضم أعضاء اللجنة الآخرون آشز براساد ميترا، وبارون دي، وبيمال جالان، وسوبيمال سين، للنظر في إمكانية رفع مستوى الكلية. واقترح تقرير اللجنة أن على حكومة الولاية، في الوقت الذي تمنح فيه استقلالية جزئية للكلية، أولاً إنشاء منحة دراسية كبيرة قبل منح وضع الجامعة للكلية. كما أوصت بإنشاء المزيد من الأستاذية والمحاضرات والمنح الدراسية للطلاب المتميزين، مما يعزز الكلية.
في عام 2009، تبنى مجلس إدارة الكلية بالإجماع الاقتراح الذي يقضي بمنح الكلية وضع الجامعة الكامل. في 16 ديسمبر 2009، قدمت حكومة ولاية البنغال الغربية مشروع قانون في بيدهان سابها بعنوان قانون الجامعة الرئاسية لعام 2009، حيث منحت الجمعية التشريعية في ولاية غرب البنغال وضع الجامعة الكامل للكلية. نص مشروع القانون على أنه بمجرد أن تصبح الكلية جامعة مدعومة من الدولة بالكامل، سيتم تغيير اسمها إلى جامعة بريزيدنسي في كولكاتا.
تم إنشاء الشعار الجديد للجامعة بواسطة سابيساشي دوتا (সব্যসাচী দত্ত) كما ورد في رسالة إلى المحرر أناندبازار باتريكا في 1 أبريل 2013. في 19 مارس 2010، أقرت حكومة ولاية البنغال الغربية مشروع قانون جامعة بريزيدنسي في كولكاتا لعام 2009 في الجمعية التشريعية للولاية. في 7 يوليو 2010، أعطى حاكم ولاية البنغال الغربية، عضو الكنيست نارايانان موافقته على مشروع قانون جامعة بريزيدنسي في كولكاتا. في 23 يوليو 2010، نشرت حكومة ولاية البنغال الغربية الإخطار في الجريدة الرسمية لاستكمال جميع الإجراءات القانونية للرئاسة لتصبح جامعة كاملة. تم تكليف أميا باجي بمسؤولية رئاسة لجنة تم تشكيلها لاختيار وتعيين النائب الأول لرئيس الجامعة. أميتا تشاترجي، أستاذ متقاعد للفلسفة في جامعة جادافبور، تم تعيينه كنائب أول لرئيس جامعة بريزيدنسي في كولكاتا في 5 أكتوبر 2010.
في عام 2011، اقترحت وزيرة التعليم العالي براتيا باسو تشكيل مجموعة مرشدين على غرار مجموعة نالاندا للإشراف على عمل الجامعة. في بداية يونيو 2011، أعلن رئيس وزراء ولاية البنغال الغربية، ماماتا بانيرجي، أنه سيتم تشكيل لجنة مع أمارتيا سين كموجه رئيسي لها وسوغاتا بوس في هارفارد كرئيس لها للإشراف على إدارة الكلية وأداء مهمة تعيين جميع مسؤوليها وأعضاء هيئة التدريس بها. تضم مجموعة مرشدي الرئاسة  أيضًا أعضاءها الحائزين على جائزة نوبل الاقتصادية لعام 2019 أبهيجيت بانيرجي، وأشوك سين، وساياساتشي بهاتاشاريا، ونايانجوت لاهيري، وهيمادري بكراشي، وراهول موكرجي، وإيشر القاضي أهلواليا، وسوابان كومار شاكرافورتي. استقال سوكانتا تشودري من اللجنة في عام 2012.
في أكتوبر 2011، تم تعيين مالابيكا ساركار، أستاذ اللغة الإنجليزية سابقًا في جامعة جادافبور، نائبًا لرئيس جامعة بريزيدنسي في كولكاتا. خلال فترة عملها كنائب رئيس الجامعة، تم تعيين وانضمام أكثر من 150 عضوًا من أعضاء هيئة التدريس - أول أعضاء هيئة التدريس في جامعة بريزيدنسي. كما تم تعيين أول ضباط الجامعة وأول مجموعة من أعضاء هيئة التدريس. تم إنشاء شعار جديد من قبل خريج، وبدأت مشاريع البنية التحتية وتم إنشاء صندوق نائب رئيس جامعة بريزيدنسي في كولكاتا للتميز. في ديسمبر 2012، اعترفت UGC بجامعة بريزيدنسي كمؤسسة للسمعة الوطنية. مذكرات تفاهم للتعاون الدولي مع كلية ترينيتي، دبلن؛ جامعة جرونينجن، هولندا والجامعة العلميّة في باريس. عُقدت الدعوة الأولى لجامعة بريزيدنسي في كولكاتا في 22 أغسطس 2013، وكشف رئيس الوزراء ماماتا بانيرجي عن حجر الأساس للحرم الجامعي الثاني للرئاسة في راجارهات في 6 فبراير 2014. تم الانتهاء من النظام الأساسي الأول لرئاسة الجمهورية. انتهت فترة ولاية ساركار كنائب للمستشار في مايو 2014.
بعد انتهاء فترة ولاية ساركار، تم تشكيل لجنة بحث جديدة من قبل حكومة الولاية والمستشار، أي حاكم ولاية البنغال الغربية. نشرت لجنة البحث قائمة بثلاثة أساتذة وأرسلتها إلى رئيس الجامعة. رفض أول شخص في القائمة سابياساشي بهاتاشاريا الانضمام إلى الإدارة واختار التدريس في الرئاسة كأستاذ كرسي أشاريا جاغاديش تشاندرا بوسي المتميز في قسم الفيزياء. في نهاية المطاف، ذهب المنصب إلى أنورادها لوهيا، خريج كلية بريزيدنسي، والذي كان أستاذًا بارزًا في معهد بوز، وهو مؤسسة رائدة للبحث والمنح الدراسية في كولكاتا. أشرف لوهيا على عدد من الطلاب لنيل درجة الدكتوراه. البحث على مدى سنوات عديدة في معهد بوسي، التابع للحصول على درجة الدكتوراه. برنامج مع جامعة كلكتا. تم تمييز مدخل الحرم الجامعي بغرفة حراسة صغيرة على اليسار. على جدار غرفة الحراسة لوحة مخصصة لدروان (الحارس) رام إقبال سينغ، الذي توفي وهو يدافع عن المعهد من مثيري الشغب.

## الهيكل التنظيمي
مثل كل جامعة ولاية في ولاية البنغال الغربية، يرأس جامعة بريزيدنسي في كولكاتا من قبل المستشار. حاكم ولاية البنغال الغربية هو مستشار كل جامعة ولاية. جاغديب دهانكار هو شاغل الوظيفة حاليًا. نائب رئيس الجامعة هو الرئيس الأكاديمي والإداري للمؤسسة. تم استبدال منصب نائب الرئيس بمنصب المدير بعد حصول كلية الرئاسة على وضع الجامعة. البروفيسور أنورادها لوهيا هو أول نائب دائم لرئيس المؤسسة. المسجل الحالي للجامعة هو الدكتور ديباجيوتي كونار.
في الأكاديميين، تتكون الجامعة من كليتين - كلية العلوم الطبيعية والرياضية وكلية العلوم الإنسانية والاجتماعية. يرأس كلا الكليتين عمداء. يعمل ما مجموعه 16 قسمًا تحت الجامعة. هم: البنغالية والإنجليزية والهندية والتاريخ والفنون المسرحية والفلسفة والعلوم السياسية وعلم الاجتماع وعلوم الحياة والكيمياء والاقتصاد والجغرافيا والجيولوجيا والرياضيات والفيزياء والإحصاء.
مراقب الامتحانات، كبير أمناء المكتبة، المسؤول المالي وعميد الطلاب هم من شاغلي المناصب الهامة الأخرى في الجامعة. تسترشد الجامعة بمجموعة من المرشدين. يرأس مجموعة مينتور سوجاتا بوس، أستاذ كرسي غاردينر لتاريخ المحيطات وشؤونها في جامعة هارفارد. يعمل أمارتيا سين الحائز على جائزة نوبل والخبير الاقتصادي كمستشار للرئيس.

## القبول
يُمنح القبول في هذه المؤسسة لدورات البكالوريوس والدراسات العليا حاليًا على أساس العلامات المضمونة في اختبارات القبول، بوبديت وبومديت على التوالي. يتم تنظيم كل من بوبدبت وبومديت من قبل مجلس امتحانات المدخل المشترك في ولاية البنغال الغربية.

## خريجون متميّزون
تضمُّ جامعة بريزيدنسي في كولكاتا العديد من الخريجين البارزين. من بينهم ما لا يقل عن أربعة رؤساء دول، وخمسة رؤساء وزراء من ولاية البنغال الغربية، وأربعة رؤساء قضاة في الهند، وحاكم واحد لبنك الاحتياطي الهندي، وحائز على جائزة الأوسكار، والعديد من الحاصلين على جوائز بادما، وستة جوائز ساهيتيا أكاديمي على الأقل، والعديد من مديري الأفلام الحائزين على جوائز وطنية، في 15 على الأقل من الحائزين على جائزة شانتي سواروب بهاتناغار للعلوم والتقانة، وفائز واحد بجائزة الفيزياء الأساسيّة، واثنان من الحائزين على جائزة نوبل، وفائز واحد بجائزة كيوتو، والعديد من الأكاديميين الذين يعملون كأساتذة في جامعات رائدة في العالم والعديد من الموظفين المدنيين الذين يخدمون في مناصب عليا.
فيما يلي قائمة بالأشخاص البارزين المرتبطين بجامعة بريزيدنسي في كلكتا.

### سياسيون
مفكّرون سياسيون
- سوامي فيفيكاناندا، وهو رئيس تلميذ في القرن 19 معلم هندي راماكريشنا، شخصية رئيسية في مقدمة من الفلسفات الهندية فيدانتا واليوغا إلى العالم الغربي ويرجع إليه الفضل في رفع الأديان الوعي، وبذلك الهندوسية ل مكانة دين عالمي رئيسي خلال أواخر القرن التاسع عشر وأسس راماكريشنا للرياضيات وبعثة راماكريشنا.
- سوبهاس شاندرا بوز، مقاتل من أجل الحرية، الزعيم الأول للأراضي الهندية الحرة، عمدة كلكتا؛ الرئيس الثالث والخمسون للمؤتمر الوطني الهندي؛ مؤسس الكتلة الأمامية؛ [24]

الإصلاح الاجتماعي
- دورجا موهان داس قائد براهمو ساماج
- ماهيندراناث جوبتا، مؤلف كتاب سري سري راماكريشنا كاثامريتا
- رجا داكشينارانجان موخيرجي، زعيم حركة البنغال الشبابية؛ في المقاطعات المتحدة

الرؤساء
- الدكتور راجندرا براساد، أول رئيس للهند (1950-1962)
- أبو سعيد شودري، الرئيس الثاني لبنغلاديش (1972-1973)
- أبو السادات محمد صيام، السادس رئيس بنغلاديش (1975-77)
- فضل القادر شودري (1919-1973) كان أيضًا القائم بأعمال رئيس باكستان من وقت لآخر عندما غادر أيوب خان البلاد
- المستشار محمد حبيب الرحمن، كبير مستشاري حكومة بنغلاديش، 1996 ورئيس القضاة في بنغلاديش

الحكام
- شانديشوار براساد نارايان سينغ، الحاكم السابق لأوتار براديش
- اللورد ساتيندرا براسانو سينها، أول حاكم هندي لولاية بيهار وأوديشا (1920-21)

### رؤساء الوزراء
- محمد علي بوجرا، رئيس وزراء باكستان الثالث (1953-1955)
- أيه كيه فضل الحق، رئيس وزراء البنغال (1939-1943)

رؤساء الوزراء ونوابهم
- جيوتي باسو، رئيس الوزراء السادس لغرب البنغال (1977-2000)
- بوذاديب بهاتاشاريا، رئيس وزراء البنغال الغربية السابع (2000-11)
- بيشنو رام ميدهي، رئيس وزراء ولاية آسام (1950-57) [25][26]
- سيدهارتا شانكار راي، خامس رئيس لوزراء ولاية البنغال الغربية (1972-1977)؛ وزير التعليم في الهند؛ حاكم البنجاب. سفير الولايات المتحدة الأمريكية
- أنوغراه نارايان سينها، النائب الأول لرئيس ولاية بيهار (1946-1957)

الوزراء
- إم جي أكبر، وزير الدولة للشؤون الخارجية، حكومة الهند (2016-2018) [27]
- براتيا باسو، كاتب مسرحي وممثل؛ وزير التعليم العالي، حكومة ولاية البنغال الغربية
- سوريندراناث بانيرجيا، وزير البنغال في عشرينيات القرن الماضي؛ 11th رئيس المؤتمر الوطني الهندي
- بوبندرا ناث بوس، محامي القانون، وكيل الوزارة في مجلس وزير الدولة لشؤون الهند؛ نائب المستشار، جامعة كلكتا، ورئيس الكونغرس الوطني الهندي.
- سارات شاندرا بوس رئيس كونغرس البنغال. عضو الأشغال والمناجم والطاقة، حكومة الهند (1946) وأول وزير مركزي في مجلس الوزراء (1947)
- سومناث تشاترجي، المتحدث باسم لوك سابها، الهند (2004-2009)
- ساشندرا تشودري، وزير مالية الهند، 1965-1967
- براتاب شاندرا تشاندر، وزيرة التعليم والرعاية الاجتماعية، حكومة الهند (1977-1980)
- شيتارانجان داس، المعروف باسم «ديشباندو»، مؤسس حزب Swaraj
- عاصم داسغوبتا، وزير المالية، حكومة ولاية البنغال الغربية (1987-2011)
- بي كيه هانديك، وزير الاتحاد للمناجم والتنمية في المنطقة الشمالية الشرقية، الحكومة الإسرائيلية.
- عزيز الحق، وزير التعليم السابق، حكومة البنغال
- همايون كبير، وزير التعليم، حكومة الهند (1958-1967)
- فضل الكريم رئيس بلدية كوكس بازار
- عبد السلام خان، وزير الأشغال العامة والاتصالات (1955-1956) في حكومة مقاطعة شرق باكستان [28]
- أميت ميترا، وزير مالية ولاية البنغال الغربية (2011 إلى الوقت الحاضر)
- سياما براساد موخرجي، مؤسس بهاراتيا جانا سانغ؛ عضو الصناعة والتموين، حكومة الهند (1946-1950)
- ديبي براساد بال، وزير الدولة للمالية، حكومة الهند (1991-1996)
- عبد الرحيم، عضو المجلس التنفيذي البنغال (إقامة العدل والسجن ورعايا آخرين من الحلفاء) (1921-1925)؛ فيما بعد رئيس المجلس التشريعي المركزي
- سوغاتا روي، وزير الدولة للتنمية الحضرية، حكومة الهند (2009-12)
- أشوك كومار سين، وزير القانون والعدل، حكومة الهند (1984-89)
- جاتيندرا موهان سينغوبتا، عمدة كلكتا السابق؛ رئيس المؤتمر الوطني الهندي
- آتيش شاندرا سينها، وزير الدولة للمشاريع العامة، الكوخ والصناعات الصغيرة، حكومة ولاية البنغال الغربية (1972-1977) وزامندار في كاندي، البنغال

أعضاء البرلمان والمجلس التشريعي
- نواب سيد شمس الهدى (1884)، أول رئيس هندي مسلم للمجلس التشريعي المُصلح للبنغال غير المقسمة في عام 1921
- بانديت يامونا كارجي، عضو في الجمعية التشريعية بيهار وأوريسا (1937-1942)
- مهراجادراجا سير عدي شاند ماهتاب، عضو الجمعية التشريعية البنغالية (1937-1952)، عضو الجمعية التأسيسية الهندية، 1946-1947 ومهراجادراجا بهادور بوردوان.[29]
- هيرندراناثا موخرجي، عضو لوك سابها، زعيم المعارضة، الهند (1952-1977)
- أرجون كومار سينغوبتا، عضو راجيا سابها (2006-2010)

المهراجا والزمندارس
- العقيد نرييندرا نارايان بهاب باهادرو، ماهاراجا كوهيبار.[30]
- رجا داكشينارانجان موخيرجي أمر ما يُعرف بالمقاطعات المتحدة في الهند.

أعضاء الأحزاب السياسية
- أنانداموهان بوس، أحد أوائل القادة السياسيين الهنود خلال فترة الحكم البريطاني.
- أشيم تشاترجي، الزعيم النكساليتي السابق
- أولاسكار دوتا، عضو سابق في حزب جوغانتار؛ مناضل من أجل الحرية، سجين عذب لفترة طويلة في سجن أندامان الخلوي
- أتولكريشنا غوش، عضو أنوشيلان ساميتي
- نوليني كانتا جوبتا، شارك في قضية قنبلة أليبوري؛ الكاتب، ثرى أوروبيندو الأشرم زعيم
- سانتوش رانا، زعيم اللجنة المركزية المؤقتة، الحزب الشيوعي الهندي (ماركسي-لينيني)
- موهيت سين، مؤسس الحزب الشيوعي المتحد في الهند؛ عضو الحزب الشيوعي الهندي

### القضاء
- سيد أمير علي، أول لورد قانون هندي في مجلس الملكة الخاص.
- أمين أحمد، رئيس المحكمة العليا بدكا.
- القاضي غورووداس بانيرجي، قاضٍ سابق في محكمة كلكتا العليا.
- القاضية إنديرا بانيرجي، قاضية بالمحكمة العليا في الهند.
- برامادا شاران بانيرجي، قاضي المحكمة العليا في الله أباد.
- مونوموهون جوس، أول من مارس المحاماة الهندي في محكمة كلكتا العليا.
- السير سارات كومار غوش، ICS، رئيس قضاة جايبور وكشمير.[31]
- القاضي سامبهو شاندرا غوس رئيس المحكمة العليا في كلكتا
- كولادا شاران داس غوبتا، رئيس المحكمة الجنائية الدولية، رئيس محكمة كلكتا العليا
- سادهان شاندرا جوبتا، المحامي العام السابق للبنغال الغربية.
- القاضي ألتاماس كبير، الرئيس 39 (متقاعد) للمحكمة العليا في الهند.
- السير أشوتوش موكرجي، رئيس المحكمة العليا السابق (بالإنابة) في كلكتا؛ خمس مرات نائب رئيس جامعة كلكتا
- القاضي شيتاتوش موكرجي، رئيس قضاة المحاكم العليا في بومباي وكلكتا
- القاضي سابياساتشي موخيرجي، رئيس القضاة السابق في الهند
- القاضي رادابينود بال، قاضي محكمة كلكتا العليا؛ نائب رئيس جامعة كلكتا
- سودهاموي برامانيك، محامٍ؛ ناشط استقلال هندي؛ سكرتيرة تيلي ساماج مدى الحياة
- براجكيشور براساد، محامٍ؛ زاميندار من شريناغار في بيهار
- القاضي أجيت ناث راي، رئيس المحكمة العليا (متقاعد) في الهند
- القاضي سوبمال شاندرا روي، قاضي (متقاعد)، المحكمة العليا في الهند
- جيناندراموها طاغور، أول محامٍ آسيوي
- سودهانسو كومار داس، ICS والقائم بأعمال رئيس المحكمة العليا في الهند
- ألاك شاندرا جوبتا، قاضي المحكمة العليا
- ساتيندرا براسانا سينها، بارون سينها الأول، هندي فقط تم ترقيته لمنزل اللوردات، محامٍ بارز في محكمة كلكتا العليا

### الإدارة
- خان بهادور أحسان الله، مدير التعليم المحمدي، البنغال
- أناندارام بارواه، قاضي منطقة في البنغال
- ألابان بانديوبادياي، السكرتير الأول السابق لحكومة ولاية البنغال الغربية والمستشار الأول لحكومة ولاية البنغال الغربية
- أتول شاندرا تشاترجي، المفوض السامي الهندي السابق لدى المملكة المتحدة
- سيب شاندرا ديب، نائب جامع التحصيل، حكومة البنغال
- غوروسادي دوت، سكرتير، الحكومة الذاتية المحلية ووزير الصحة العامة، حكومة البنغال [32]
- بيهاري لال جوبتا، ديوان بارودا السابق
- سوكومار سين، ICS، رئيس مفوضية الانتخابات في الهند
- رانادير شاندرا سارما ساركار، السكرتير القانوني، الحكومة الإسرائيلية، رئيس مجلس إدارة عدد من الشركات
- نيتيش سينغوبتا، سكرتير دائرة الإيرادات، الحكومة الإسرائيلية
- أرجون كومار سينغوبتا، عضو سكرتير لجنة التخطيط؛ رئيس اللجنة الوطنية للمؤسسات في القطاع غير المنظم (NCEUS)
- جوهر سركار، سكرتير وزارة الثقافة، الحكومة الإسرائيلية
- خوندكر فضل سبحان، الشرطة الهندية قبل عام 1947
- هيماشال سوم، سفير الهند لدى إيطاليا
- ساتيندراناث طاغور، قاضي المقاطعة وجلسات الجلسات في غوجارات
- سومان ميترا، مفوض شرطة كولكاتا
- نيتين سينغانيا، السكرتير المشترك في حكومة ولاية البنغال الغربية، كاتب.

### القوات المسلحة
- المارشال الجوي سوبروتو موكرجي، أول رئيس هندي لهيئة الأركان الجوية للقوات الجوية الهندية
- الأدميرال أدهار كومار تشاترجي، أول ضابط هندي يحمل رتبة أميرال كامل في البحرية الهندية

### الصناعيون
- باسانت كومار بيرلا، رئيس بي كاي بيرلا جروب
- خودا بوكش، رائدة التأمين في بنغلاديش
- رامجوبال جوش، مؤسس آر جي جوش دوت كوم.
- راما براساد جوينكا، الرئيس الفخري لمجموعة آر بي جي
- فانيندرا ناث جوبتو، مؤسس إف إن جوبتو وشركائه
- السير راجندرا ناث موكرجي، مؤسس شركة الحديد والصلب الهندية في بورنبور؛ مهندس نصب فيكتوريا التذكاري في كولكاتا
- بيبراداس بال تشودري، مؤسس شركة جايابيري
- برافولا شاندرا روي، مؤسس شركة بنغال للكيماويات والأدوية

### أطباء
- بيدان شاندرا راي، الطبيب البارز والوزير الثاني لولاية البنغال الغربية
- جيريندراشيخار بوس، محلل نفسي بارز وأول رئيس لجمعية التحليل النفسي الهندية

### أكاديميون
لغويون
- محمد شهيد الله، كاتب ولغوي
- مادان موهان تاركالانكار، كاتب كتب مدرسية
- أرون موخوبادهياي كاتب
- سوبود شاندرا سينغوبتا، المدير السابق للكلية وعالم الأدب الإنجليزي؛ منحت بادما بوشان ثالث أعلى وسام مدني من حكومة الهند
- أحمد علي، أستاذ اللغة الإنجليزية الزائر في المجلس الثقافي البريطاني، الجامعة الوطنية المركزية، نانكينج
- جاسودارا باجشي، الرئيسة السابقة للجنة المرأة في غرب البنغال، كلكتا
- سوابان كومار شاكرافورتي، المدير العام السابق للمكتبة الوطنية، كولكاتا
- سوكانتا تشودهوري، أستاذة اللغة الإنجليزية الفخرية، جامعة جادافابور، كلكتا
- سوبريا تشودري، أستاذة اللغة الإنجليزية، جامعة جادافبور، كلكتا
- مالابيكا ساركار، نائب رئيس سابق، جامعة الرئاسة
- بيري شاران ساركار، المدير السابق لمدرسة هير، كلكتا
- نابانيتا ديف سين، أستاذة سابقة في الأدب المقارن، جامعة جادافبور، كلكتا
- غاياتري تشاكرافورتي سبيفاك، أستاذة، قسم اللغة الإنجليزية والأدب المقارن، جامعة كولومبيا، الولايات المتحدة الأمريكية
- هارابراساد تشاستري، المدير السابق للكلية السنسكريتية، كلكتا

علماء الرياضيات
- آمية شاران بانيرجي، نائب رئيس جامعة الله أباد السابق
- أناندا موهان بوس، عالم رياضيات؛ أول رانجلر هندي في جامعة كامبريدج
- أنيل كومار جين، عالم رياضيات وإحصائي من جامعة كامبريدج؛ زميل الجمعية الملكية
- عزيز الحق، ساهم في الصيغة الرياضية لنظام هنري لتصنيف البصمات الذي لا يزال مستخدمًا على نطاق واسع في العالم
- رادهاناث سيكدار، أول شخص يحسب ارتفاع جبل إيفرست

الإحصائيون
- أنيل كومار جين، عالم رياضيات وإحصائي من جامعة كامبريدج؛ زميل الجمعية الملكية
- براسانتا شاندرا ماهالانوبيس، مؤسس ومدير المعهد الإحصائي الهندي، كلكتا
- ساماريندرا ناث روي، كان أستاذًا للإحصاء في جامعة نورث كارولينا في تشابل هيل.
- سوديبتو بانيرجي، أستاذ ورئيس قسم الإحصاء الحيوي بجامعة كاليفورنيا، لوس أنجلوس
- بهرامار موخيرجي، رئيس قسم الإحصاء الحيوي بجامعة ميتشيغان. الرئيس المنتخب، لجنة رؤساء الجمعيات الإحصائية.

### علماء
علماء الأحياء
- جويوتي باسو، عالمة بيولوجيا الخلية، الحائزة على جائزة إن-بيو.[33]
- بيرندرا بيجوي بيسواس، عالم النبات والبيولوجيا الجزيئية، الحائز على جائزة شانتي سواروب بهاتناغار
- سوابان كومار داتا، عالم أحياء جزيئية نباتية وتقني بيولوجي، نائب مستشار في فيسفا بهاتري
- سيدهارتا روي، عالم الأحياء الإنشائية، الحائز على جائزة شانتي سواروب بهاتناغار
- ماهيندراتورال ساركار، مؤسس الرابطة الهندية لزراعة العلوم، كلكتا

كيميائيون
- يوبندراناث براهماشاري، أول من صنع اليوريا ستيبامين
- عمار ناث بهادوري، عالم الكيمياء الحيوية، دراسات حول UDP-glucose 4-epimerase، الحاصل على جائزة شانتي سواروب بهاتناغار للعلوم والتقانة
- ميهير شودري - الكيميائي الفيزيائي، الحائز على جائزة شانتي سواروب بهاتناغار
- محمد قدرات خودا - كيميائي عضوي وكاتب بنجلاديشي. مؤسس BCSIR. اشتهر بأبحاثه حول منتجات الجوت الثانوية. يعتبر عالمًا وطنيًا في بنغلاديش. حائز على جائزة سيتارا-إمتيار (1972)، وإيكوشاي باداك (1976) وجائزة عيد الاستقلال (1984).
- بيدييندو موهان ديب - فيزيائي كيميائي، حائز على جائزة شانتي سواروب بهاتناغار
- بيمان باجي - الفيزيائي النظري، الحائز على جائزة شانتي سواروب بهاتناغار
- سوميت بهادوري - الكيميائي العضوي، الحائز على جائزة جائزة شانتي سواروب بهاتناغار للعلوم والتقانة
- توشار كانتي تشاكرابوتري، كيميائي عضوي، حائز على جائزة جائزة شانتي سواروب بهاتناغار للعلوم والتقانة
- جنان شاندرا غوش، مدير المعهد الهندي للعلوم، والمعهد الهندي للتكنولوجيا في كاراجبور، ونائب رئيس جامعة كلكتا، والمدير العام للصناعات والتجهيزات، حكومة الهند.

علماء الكمبيوتر
- سانجاميترا بانديوبادياي، أول امرأة مديرة لمعهد الإحصاء الهندي

المهندسون
- فضل الرحمن خان، مهندس إنشائي؛ صمم مركز جون هانكوك المكون من 100 طابق في شيكاغو وبرج سيرز المكون من 110 طوابق. المعروف على نطاق واسع باسم أينشتاين للهندسة المعمارية الإنشائية.

الجيولوجيون
- راخالداس بانديوبادياي؛ عالم الحفريات. عالم الآثار؛ اسم مألوف كأحد مكتشفي حضارة ماهينجودارو.
- خشتيندارهومان ناها، عالم جيولوجي وحائز على جائزة جائزة شانتي سواروب بهاتناغار للعلوم والتقانة
- سوبير كومار غوش، عالم جيولوجي وحائز على جائزة شانتي سواروب بهاتناغار

فيزيائيون
- ميجناد ساها، اكتشفت معادلة التأين ساها
- ساتيندراناث بوز، اكتشف إحصائيات بوز-آينشتاين مع ألبرت أينشتاين. البوزونات. بادما فيبهوشان
- إندراني بوز، أستاذ فخري للفيزياء، معهد بوس، كولكاتا
- تشاندان داسغوبتا، فيزيائي المادة المكثفة
- أنيتا ميهتا، عالمة فيزيائية بارزة في مجال المادة المكثفة، وأعضاء هيئة التدريس في مركز إس إن بوز الوطني للعلوم الأساسية، الهند
- سيسير كومار ميترا، فيزيائي راديو، يحمل الاسم نفسه لحفرة على القمر
- بيسوا رانجان ناج، عالم فيزياء، حائز على جائزة شانتي سواروب بهاتناغار
- أمل كومار، فيزيائي معروف بمعادلته في النظرية العامة للنسبية. أستاذ سابق ورئيس قسم الفيزياء بكلية الرئاسة
- أميتافا رايشادهوري، فيزيائي الجسيمات
- سوماك ريشودوري، عالم الفيزياء الفلكية بارزة، مدير IUCAA
- سودهانسو داتا ماجومدار، فيزيائي نظري، معروف بحل ماجومدار-بابابيترو
- بروبير روي، عالم فيزياء الجسيمات، حائز على جائزة شانتي سواروب بهاتناغار
- سانكار داس سارما، عالم فيزياء المادة النظرية البارز المكثف وأستاذ ريتشارد برانج رئيس جامعة ماريلاند، الولايات المتحدة [34]
- أشوك سين، فيزيائي بارز. ساهم في نظرية الأوتار، الحائز على جائزة الاختراق في الفيزياء الأساسية
- بيكاش سينها، بادما بوشان، مدير (متقاعد.)، معهد ساها للفيزياء النووية، كلكتا
- بالاش باران بال، فيزيائي الجسيمات، معروف بإسهاماته في الأدب البنغالي، المتلقي لرابيندرا سمريتي بوروشكار
- تشانشال ماجومدار، عالم فيزياء المادة المكثفة الهندي، ومدير مؤسس مركز إس إن بوز الوطني للعلوم الأساسية.

علماء النفس
- بي كيه روي، أول مدير هندي للكلية الرئاسية، كلكتا

### العلوم الاجتماعية
علماء الأنثروبولوجيا
- سوراجيت شاندرا سينها، نائب المستشار السابق، فيسفا بهاراتي، سانتينيكيتان؛ مهراجكومار من سوسانجا، البنغال [35]
- نيرمال كومار بوس كان أيضًا عالم اجتماع رائدًا، ورجلًا حضريًا، وغاندي، وتربويًا. نشط أيضًا في النضال الهندي من أجل الحرية مع المهاتما غاندي؛ شغل منصب السكرتير الخاص لغاندي في الأربعينيات. درس الجيولوجيا مع مرتبة الشرف.

اقتصاديون
- أبهيجيت بانيرجي، الأستاذ بمعهد ماساتشوستس للتكنولوجيا، الحائز على جائزة نوبل في الاقتصاد لعام 2019
- أمارتيا سين، ماجستير، كلية ترينيتي، كامبريدج (1998-2004)؛ الحائز على جائزة نوبل في الاقتصاد، 1998.[36]
- أميتافا بوس، المدير السابق للمعهد الهندي للإدارة، كلكتا
- أميا باجشي، مستشارة جامعة تريبورا، أغارتالا
- أنينديا سين، أستاذ الاقتصاد، المعهد الهندي للإدارة، كلكتا
- بيبيك ديبروي، المدير السابق لمعهد راجيف غاندي للدراسات المعاصرة، نيودلهي
- بيمال جالان، المحافظ السابق لبنك الاحتياطي الهندي (2000-4)
- ديبراج راي، أستاذ جوليوس سيلفر للاقتصاد، جامعة نيويورك
- ديليب موكرجي، أستاذ الاقتصاد، جامعة بوسطن
- إيشر جادج، رئيس المجلس الهندي لبحوث العلاقات الاقتصادية الدولية
- مايتريش غاتاك، أستاذ الاقتصاد، كلية لندن للاقتصاد
- ميهير راكشيت، أستاذ، المعهد الإحصائي الهندي، كولكاتا
- براناب باردهان، أستاذ بجامعة كاليفورنيا في بيركلي
- رادهاكومال موخرجي، النائب السابق لرئيس جامعة لكناو
- راتان لال باسو، كاتب روائي باللغتين الإنجليزية والبنغالية، عالم الهنديات ومؤلف كتب عن الاقتصاد الهندي القديم
- سوجاتا مارجيت، المدير السابق لمركز دراسات العلوم الاجتماعية، كلكتا (2007-2012)، نائب رئيس جامعة كلكتا؛ مؤلف.
- سوكاموي شاكرافارتي، أستاذ الاقتصاد، كلية دلهي للاقتصاد، دلهي؛ كان مهندسًا رئيسيًا للخطط الخمسية للهند؛ لجنة شاكرافارتي للسياسة النقدية (1985)

### المؤرخون
- أ.ف صلاح الدين أحمد، أستاذ (متقاعد) للتاريخ، جامعة دكا؛ منحت حكومة بنغلاديش وسام إكوشي باداك
- راخالداس بانديغوباري، مكتشف موهينجادورو، الموقع الرئيسي لثقافة هارابا
- جوتام بهادرا، أستاذ (متقاعد) للتاريخ، مركز الدراسات في العلوم الاجتماعية، كلكتا
- سوجاتا بوس، أستاذ غاردينر لتاريخ المحيطات وشؤونها، جامعة هارفارد، الولايات المتحدة
- ديبيش تشاكرابارتي، أستاذ لورنس أ. كيمبتون لتاريخ جنوب آسيا، جامعة شيكاغو
- بارون دي، الرئيس السابق للجنة تراث غرب البنغال والمؤسس والمدير، مركز الدراسات في العلوم الاجتماعية، كلكتا.[37]
- رانجيت جوها، قارئ (متقاعد) في التاريخ، جامعة ساسكس
- دويجيندرا نارايان جها، أستاذ (متقاعد) للتاريخ، جامعة دلهي
- روميش شاندرا ماجومدار، نائب رئيس سابق، جامعة دكا
- راجات كانتا راي، نائب رئيس (متقاعد)، جامعة فيسفا بهاراتي، سانتينيكيتان
- هيمشاندرا راياتشودري، أستاذ شارميكل (متقاعد) للتاريخ والثقافة الهندية القديمة، جامعة كلكتا
- تابان رايشودري، بادما بوشان، أستاذ هومينيم (متقاعد) للتاريخ والحضارة الهندية، جامعة أكسفورد
- جادوناث ساركار، نائب رئيس (متقاعد)، جامعة كلكتا
- تانيكا ساركار، أستاذة في جامعة جواهر لال نهرو
- سوميت ساركار، أستاذ (متقاعد) للتاريخ، جامعة دلهي
- سوسوبان شاندرا ساركار، أستاذ (متقاعد) للتاريخ، كلية الرئاسة، كلكتا

### علماء السياسة
- سونالي تشاكافاتري بانريجي، نائب رئيس جامعة كلكتا
- بارثا تشاترجي، أستاذة الأنثروبولوجيا، جامعة كولومبيا، نيويورك، الولايات المتحدة
- سوديبتا كافيراج، أستاذ ورئيس قسم العلوم السياسية، جامعة كولومبيا، نيويورك

### المثقفون
صحفيون
- أنجان بانيرجي، محرر، زي 24 غانتا
- كريشنا موهان بانيرجي، ناشر إنكوايرر
- براماثا شودري، المحرر السابق لصبوج باترا
- أشوك مالك السكرتير الصحفي لرئيس الهند
- راسيك كريشنا ماليك، المحرر السابق، جنانوسان
- رودراشونجو موخرجي، محرر الآراء، التلغراف
- أوديان موخيرجي، مدير التحرير، سي إن بي سي الهند
- بريتيش ناندي، محرر سابق في ويكلي أوف هنديا
- أكشاي شاندرا ساركار، محرر السابق في عدد من الجرائد

الشعراء والروائيون والكتّاب الواقعيون
- رابندرانات طاغور، الحائز على جائزة نوبل في الأدب عام 1913
- مانيك باندوبادياي، روائي
- راجنارايان باسو، كاتب ورائد براهمو ساماج؛ جد الأم لسري أوروبيندو
- راجسيخار باسو، درس الكيمياء؛ الروائي، نُشر باستخدام الاسم المستعار باراسورام
- ساميت باسو، روائي
- ساستي براتا، كاتب
- بانكيم شاندرا تشاترجي، شاعر وروائي
- سانجيب شاندرا تشاتوبادياي، كاتب، شقيق بانكيم شاندرا
- شاكتي تشاتوبادياي، شاعر
- جيباناندا داس، شاعر
- هنري لويس فيفان ديروزيو، شاعر [38]
- مايكل مادهوسودان دوت، شاعر
- شنخة غوش، شاعر
- شهيد الله قيصر، الحائز على جائزة أكاديمية البنغالية
- بيري شاند ميترا، روائي؛ مؤلف أول رواية بنغالية
- أشاريا كوبر ناث راي، كاتبة الأدب الهندي
- دويجيندرال راي، شاعر وكاتب مسرحي وموسيقي
- سوكومار راي، شاعر وفكاهي، تقني طباعة
- بهابندرا ناث سايكيا، روائي
- جيوتيريندراناث طاغور، شاعر وروائي
- الشاعر الكيرانجان داسغوبتا البنغالي؛ جائزة جوته من
- بالاش باران بال، درس الفيزياء؛ كاتب وشاعر ولغوي. الفائز في رابيندرا سميتري بوروسخار
- رامابادا شودري، روائي هندي وكاتب قصة قصيرة.
- أنورادها روي، روائي وصحفي ومحرر هندي
- ديفابريا روي، الروائية الهندية.

الفنانون والموسيقيون
- بريتام تشاكرابورتي، مدير موسيقى بوليوود؛ مهندس صوت
- ديفاجيوتي راي، فنان
- ديليبكومار روي، مغني
- أتولبراساد سين، ملحن ومغني لأغاني تعبدية وحب من نوعه

صناع الأفلام وشخصيات المسرح والممثلون
- براماثيش باروا، ممثل ومخرج
- سومان غوش، مخرج
- شهابي بيسواس، ممثل
- بيكاش روي، ممثل
- أشوك كومار، الحائز على جائزة داداهاسيب فالكي (1988)
- دبنابابدو ميترا، مؤلف نيلدرابان
- سريجيت موخيرجي، مخرج
- ساتياجيت راي، مخرج سينمائي هندي بارز؛ الحائز على جائزة الأكاديمية الفخرية عام 1992 لإنجازه مدى الحياة
- ابارنا سين، ممثلة
- سبراتا سين، صانع أفلام، مؤلف
- دريتيمان تشاترجي، ممثل
- ريتويك غاتاك، مخرجة

الرياضيون
- فيس بايس، عضو فريق الهوكي الهندي الحائز على الميدالية البرونزية في أولمبياد ميونيخ (1972)

أعضاء هيئة التدريس
- سيد أمير علي، قاضي سابق في المحكمة العليا في كلكتا
- بهاباتراك بهاتاشاريا، عالم أحياء بنيوية
- شارو تشاندرا، فيزيائي
- كاتيايانيداس بهاتاشاريا، فيلسوفة وأستاذة سابقة، قسم الفلسفة، كلية الرئاسة، كلكتا
- أشاريا جاغاديش شاندرا بوس، عالمة
- برافولا شاندرا جوش الكيميائي والسياسي
- رابندرا كومار داس جوبتا، المدير السابق للمكتبة الوطنية، كلكتا
- بهباتوش داتا، وزير المالية، حكومة ولاية البنغال الغربية
- بيشنو داي، شاعر
- أنيل كومار جين، عالم رياضيات وإحصائي
- أمل كومار ريشاودري، فيزيائية ورئيسة قسم الفيزياء في كلية الرئاسة
- إم إس كريشنان، مدير عام هيئة المساحة الجيولوجية في الهند.
- ديفيد ليستر ريتشاردسون، المدير السابق للكلية الهندوسية، كلكتا
- أشاريا برافولا شاندرا روي، كيميائية
- ديباك بانيرجي، الرئيس السابق لقسم الاقتصاد بكلية الرئاسة، كولكاتا [39]
- وليام تريجو ويب، مؤلف ومعلم